# Chaoilta compta
Chaoilta compta är en stekelart som först beskrevs av Günther Enderlein 1920.  Chaoilta compta ingår i släktet Chaoilta och familjen bracksteklar. Inga underarter finns listade i Catalogue of Life.